# Nadezhda Bondarenko
Nadezhda Bondarenko (en ruso: Надéжда Бондарéнко; nacida el 19 de octubre de 1950 en Ivánovo, Rusia) es una política de Transnistria y candidata a la presidencia en las elecciones de 2006 por el Partido Comunista Transnistrio (ex-PCUS), apoyada también por el crítico Partido Comunista de Transnistria (miembro de la Unión de Partidos Comunistas).
Recibió el 8.1% de los votos, en segundo lugar después de Smirnov, quien volvió a ganar la presidencia con el 82.4% de los votos.
Bondarenko, el líder del Partido Comunista de Transnistria Oleg Khorzhan y otros tres activistas fueron arrestados el 11 de marzo de 2007, cuando repartían octavillas de una concentración contra Smirnov y sentenciados a tres días de detención como falta administrativa. El 13 de marzo, una manifestación comunista tuvo lugar en Tiraspol contra el encarecimiento de los precios y las altas tarifas energéticas y la demanda de liberación de los líderes comunistas.
Ella es una antigua oficial de policía y la actual editora del periódico de Partido Pravda Pridnestrovya (traducido "Adelante Transnitria"; en ruso: Правда Приднестровья).